# Agularcturus granulatus
Agularcturus granulatus är en kräftdjursart som beskrevs av Brian Frederick Kensley 1984. Agularcturus granulatus ingår i släktet Agularcturus och familjen Arcturidae. Inga underarter finns listade i Catalogue of Life.